# Phenomena
Pour les articles homonymes, voir Phänomena.
Pour plus de détails, voir Fiche technique et Distribution.
Phenomena est un film d'épouvante fantastique italien réalisé par Dario Argento et sorti en 1985.
Il raconte l'histoire d'une jeune fille américaine envoyée dans un pensionnat en Suisse qui se découvre le pouvoir de communiquer avec les insectes et utilise ce don pour traquer un tueur en série qui massacre de jeunes élèves de l'école et dans la région. Jennifer Corvino est la jeune fille d'une vedette du cinéma. Envoyée par son père dans une pension en Suisse, elle se sent seule et abandonnée, d'autant qu'elle souffre de somnambulisme. Des crises qui une nuit vont la mettre en contact avec le dangereux tueur en série déjà responsable du meurtre de plusieurs jeunes filles dans les environs. Parallèlement, elle se découvre un pouvoir extrasensoriel lui permettant d'entrer en communication avec les insectes. Traquée par le tueur et en proie à l'hostilité de son environnement, elle trouve refuge chez un entomologiste, John McGregor, qui va l'aider à identifier ce psychopathe.

## Synopsis
En Suisse, une touriste danoise, Vera Brandt, rate son bus et se retrouve seule au milieu de la vallée environnante. Elle cherche de l'aide dans une cabane désolée où elle est sauvagement assassinée et décapitée par un mystérieux tueur en série. Au cours des huit mois suivants, d'autres meurtres se produisent et l'affaire est confiée à l'inspecteur Rudolf Geiger de la police cantonale, qui tente de reconstituer la dynamique des meurtres avec l'aide de l'entomologiste écossais John McGregor.
Pendant ce temps, la jeune américaine Jennifer Corvino est envoyée par son père, le célèbre acteur Paul Corvino, dans un pensionnat pour filles à Zurich. La vice-directrice de l'internat, Frau Brückner, lui attribue une chambre avec sa colocataire Sophie. Lors d'une crise de somnambulisme, Jennifer est accidentellement témoin d'un nouveau meurtre commis par le tueur sur une jeune fille nommée Gisèle. Ensuite, une fois réveillée au milieu des bois, elle rencontre un chimpanzé apprivoisé, Inga, qui la conduit à McGregor, son maître. Jennifer se lie d'amitié avec McGregor au travers de leur intérêt commun pour les insectes car la jeune fille est capable, inconsciemment, d'établir un lien télépathique avec les insectes. De retour à l'internat, la jeune fille est rabrouée par la directrice, qui la fait examiner par le médecin de l'établissement et est convaincue qu'elle est soit folle, soit droguée.
La nuit suivante, dans le parc de l'internat, le meurtrier tue Sophie. Jennifer est à nouveau la proie du somnambulisme, mais cette fois elle se réveille rapidement grâce à un truc que lui a enseigné McGregor. Dans le parc, une luciole la conduit sur la scène du crime, où elle découvre un gant couvert de larves, qu'elle remet à McGregor pour analyse.
Plus tard, lorsqu'elle est malmenée par les autres élèves, Jennifer invoque un essaim de mouches qui envahit l'extérieur du pensionnat. Convaincue que la jeune fille est diabolique et liée d'une manière ou d'une autre aux assassinats, la directrice de l'internat décide de la transférer dans un asile, mais Jennifer s'échappe et se réfugie chez McGregor. Là, l'entomologiste lui révèle que les larves que Jennifer a trouvées appartiennent à l'espèce sarcophaga carnaria, la mouche grise de la viande, un insecte capable de détecter la présence de cadavres même à grande distance. Il émet l'hypothèse que le tueur est un nécrophile qui amasse des cadavres et que Jennifer, grâce à ses pouvoirs, pourrait être guidée par la mouche à la recherche de la demeure du tueur. La mouche conduit Jennifer dans la même maison que celle visitée par la première victime, où la jeune fille est surprise par un agent immobilier et prise pour une voleuse. Mais lorsque la jeune fille s'enfuit, l'inspecteur Geiger arrive sur les lieux et interroge l'agent immobilier pour découvrir l'identité de l'ancien propriétaire.
Cette nuit-là, McGregor se fait tuer. Jennifer téléphone à l'avocat de son père, Morris Shapiro, pour qu'il la ramène aux États-Unis. Comme Jennifer refuse de retourner à l'internat, Shapiro demande à Frau Brückner de loger Jennifer en attendant. Pendant ce temps, l'enquête de Geiger le conduit dans un asile à Bâle, où il découvre qu'un membre du personnel a été agressé 15 ans plus tôt par l'un des patients.
En arrivant chez Brückner, Jennifer remarque que tous les miroirs sont recouverts. Mme Brückner explique qu'elle a un enfant malade qui ne supporte pas de voir son propre reflet. Elle se montre de plus en plus méfiante et insiste pour que Jennifer prenne des somnifères ; la jeune fille se méfie et, après avoir pris un comprimé, elle le vomit, ayant découvert qu'il était toxique. La vice-directrice poursuit Jennifer, l'assomme et l'enferme dans une pièce.
L'inspecteur Geiger arrive au domicile de Frau Brückner, après avoir découvert qu'elle était la propriétaire de la maison où s'est produit le premier crime et qu'elle avait été victime de l'agression dans l'asile. En effet, un des patients l'a violée et elle en garde une très large cicatrice. Pendant l'interrogatoire, l'inspecteur est maîtrisé par Brückner et torturé. Ces évènements donnent à Jennifer le temps de reprendre ses esprits et de pénétrer de plus en plus profondément dans les couloirs de la maison pour tenter d'atteindre le téléphone et appeler à l'aide. En se glissant dans un passage souterrain, elle tombe sur Geiger, blessé, qui dit vouloir l'aider. Ne connaissant pas Brückner, effrayée, elle se retrouve dans une cuve remplie de restes de cadavres décomposés et de larves d'insectes. Brückner, désormais en proie à la folie, tente de la noyer. Cependant, Geiger parvient à se libérer partiellement des chaînes auxquelles il était attaché, se cassant le pouce, et assomme la femme, permettant à Jennifer de s'échapper.
Dans sa fuite, la jeune fille atteint une pièce où se trouve le fils des Brückner, qui semble sangloter. Elle tente alors de le consoler et de le rassurer mais ce dernier se retourne et révèle un faciès monstrueusement difforme et une hostilité manifeste. Jennifer s'enfuit et prend possession d'un hors-bord tandis que le monstre s'apprête à la tuer sous la menace d'une arme, de la même manière que les autres victimes. Il parvient à endommager le moteur du bateau, qui commence à perdre du carburant. Voyant Jennifer en difficulté, un essaim d'insectes attaque le maniaque et lui dévore le visage. Le monstre se retrouve dans l'eau et Jennifer tente de démarrer le bateau à moteur, mais une étincelle provoque un incendie immédiat qui l'embrase et l'oblige à plonger dans l'eau. Le meurtrier tente d'attraper la jeune femme mais il doit lutter contre les flammes.
Jennifer sort de l'eau, s'approche de la rive, se croyant en sécurité, et rencontre l'avocat Shapiro, venu des États-Unis au nom de son père. Au moment où ils sont sur le point de s'embrasser, l'avocat est décapité avec une tôle par Mme Brückner. Elle tente également de tuer Jennifer de la même manière, en lui avouant qu'elle a assassiné McGregor et Geiger pour protéger son fils, même si celui-ci est un monstre. Sa monstruosité est probablement le résultat de l'agression que sa mère a subie à l'asile. Mais soudain, le chimpanzé Inga arrive, armé d'un rasoir et déterminé à venger son maître. Il lui rend justice en éliminant la meurtrière.

## Fiche technique
- Titre original et français : Phenomena
- Réalisation : Dario Argento, assisté de Michele Soavi
- Scénario : Dario Argento et Franco Ferrini
- Photographie : Romano Albani
- Montage : Franco Fraticelli
- Musique : Claudio Simonetti et Goblin (groupe)
- Décors : Maurizio Garrone, Nello Giorgetti (it), Luciano Spadoni (it), Umberto Turco (it)
- Costumes : Marina Malavasi, Patrizia Massaia, conception de Giorgio Armani
- Maquillage : Sergio Stivaletti, Patrizia Corridori, Pierantonio Mecacci
- Effets spéciaux optiques : Luigi Cozzi
- Société de production : DAC film
- Sociétés de distribution : Titanus Distribuzione (Italie) ; A.M. Films (France)
- Pays de production :  Italie
- Langue originale : anglais[1], italien, allemand
- Durée : 116 minutes
- Genre : Épouvante fantastique
- Date de sortie : 
  - Italie : 31 janvier 1985
  - France : 12 juin 1985
- Classification :
  - France : Interdit aux moins de 12 ans lors de sa sortie en salle

## Distribution
- Jennifer Connelly (VF : Martine Regnier) : Jennifer Corvino
- Daria Nicolodi : la vice-directrice Frau Brückner
- Dalila Di Lazzaro (VF : Isabelle Ganz) : la directrice de la pension
- Donald Pleasence (VF : Philippe Dumat) : Pr John McGregor
- Patrick Bauchau (VF : lui-même) : l'inspecteur Rudolf Geiger
- Fiore Argento : Vera Brandt
- Federica Mastroianni : Sophie
- Fiorenza Tessari : Gisela Sulzer
- Mario Donatone (VF : Roger Rudel) : Morris Shapiro
- Michele Soavi (VF : Guy Chapellier) : Kurt, l'assistant de Geiger
- Francesca Ottaviani : l'infirmière
- Franco Trevisi (VF : Jacques Deschamps) : l'agent immobilier
- Dario Argento (VF : Roger Rudel) : le narrateur (non crédité)
- Fulvio Mingozzi : M. Sulzer (non crédité)
- Kaspar Capparoni : Karl, le petit ami de Sophie (non crédité)
- Alberto Cracco (it) (VF : Marc François) : le guichetier de la banque UBS (non crédité)
- Antonio Maimone (VF : René Bériard) : le médecin (non crédité)
- Davide Marotta (it) : Patau[2]Brückner, le fils de Frau Brückner (non crédité)

## Production
Dario Argento a l'idée de ce film à la suite de la lecture d'un fait divers détaillant l'identification d'un meurtrier grâce à un ensemble de techniques impliquant des insectes. Il mobilise notamment l'ouvrage Entomologie et médecine légale : datation de la mort de Marcel Leclerq pour sa documentation. Dans une interview accordée à La Stampa, Argento a déclaré qu'il considérait le film comme un défi personnel au cinéma américain. Le scénariste Franco Ferrini a déclaré que, visuellement, Argento s'était inspiré des peintures de Caspar David Friedrich, notant la représentation purement romantique des gens et de la nature par l'artiste. Argento a déclaré par la suite qu'il imaginait le film se déroulant dans un monde où le nazisme avait triomphé pendant la Seconde Guerre mondiale,,.
D'après Olivier Père, le film délaisse les outrances baroques et sanglantes d'Inferno ou Ténèbres et oriente son film du côté de Lewis Carroll et du conte de fée, tout en s'inspirant d'autres films comme cette scène entière calquée sur l'introduction de La Malédiction des hommes-chats (1944) produit par Val Lewton pour la RKO. En outre, le plan de la révélation finale de Ne vous retournez pas (1973) de Nicolas Roeg a été réutilisé tel quel dans Phenomena (1985),.
Le budget du film a dépassé les six millions de lires, en grande partie à cause des insectes et arachnides utilisés. Des araignées, dont des veuves noires, et des scorpions ont été importés d'Afrique, tandis que des mouches, des sauterelles et des guêpes ont été élevées dans différents quartiers de Rome. Pour la scène où Jennifer suit la mouche, Argento, se souvenant d'un truc appris dans son enfance, a fait tenir une vraie mouche en laisse avec une corde en nylon.

### Attribution des rôles

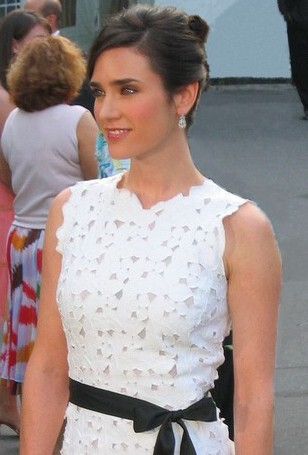
Jennifer Connelly (ici en 2005) interprète la protagoniste du film.

Pour ce qui est alors son premier film en tant que seul producteur, Argento retrouve plusieurs de ses collaborateurs habituels : l'actrice Daria Nicolodi, le compositeur Claudio Simonetti et le groupe Goblin, ainsi que Luigi Cozzi, cette fois aux effets spéciaux. C'est en revanche sa première collaboration avec le scénariste Franco Ferrini, avec qui il retravaillera à plusieurs reprises, et Sergio Stivaletti, qui assure les maquillages. Giorgio Armani se charge des costumes.  
Quant au choix du rôle principal, le cinéaste repère Jennifer Connelly grâce à son rôle dans Il était une fois en Amérique (1984) de Sergio Leone, avec qui il avait collaboré au scénario de Il était une fois dans l'Ouest (1968). À l'origine, Argento voulait que le personnage de Connelly soit présenté comme la fille d'Al Pacino, et prévoyait d'inclure des photos et des clips vidéo de lui dans le film. Mais Pacino a refusé, car, selon Argento, il « n'appréciait pas de raconter l'histoire d'une fille qu'il n'a pas ».
Le chimpanzé Tanga, qui avait déjà joué dans Bingo Bongo (1982), s'est avéré difficile à mettre en scène, Argento voulant éviter que sa prestation ne paraisse comique. Lors de l'acmé du film, la main qui manie le rasoir droit frappant Daria Nicolodi est en fait celle de Tanga, qui a réussi à la marquer malgré le fait que l'objet était émoussé. Il a ensuite attaqué Jennifer Connelly et lui a arraché une partie d'un doigt. Connelly a déclaré lors de l'émission Late Night with Conan O'Brien que Tanga a continué à agir de manière agressive envers elle à partir de ce moment-là, ce qui a nécessité l'utilisation d'une doublure pour certaines scènes. D'autres problèmes sont survenus lorsque Tanga s'est échappé pendant une scène en extérieur et n'est pas revenu pendant trois jours jusqu'à ce que des gardes forestiers l'attirent avec de la nourriture.
Comme dans ses précédents gialli, les mains gantées d'Argento ont été utilisées lors des scènes de meurtre. 
Fiore Argento, la fille du cinéaste, obtient un petit rôle mais situé au cœur de la scène d'introduction du film. Lors de la sortie en 1985, Dario Argento déclarera s'être inspiré pour son scénario des réactions de Fiore dans son quotidien d'adolescente et de fille de célébrité :  notamment lors de la scène où Jennifer se plaint d'avoir dû voir plusieurs fois les films de son père (dialogue que le cinéaste a lui-même surpris entre sa fille et ses amies), ou lorsque cette dernière se voit régulièrement réclamer des autographes.

### Bande originale du film
La BO de ce film est rythmée, passant du hard rock à une musique horrifique plus typique, majoritairement composée et interprétée par Claudio Simonetti et son groupe Goblin. 
Entre autres morceaux utilisés figurent:
- Flash Of The Blade, du groupe Iron Maiden extrait de l'album Powerslave
- Locomotive, du groupe Motörhead
- The Valley de Bill Wyman.

## Exploitation
Phenomena sort en salles en Italie le 31 janvier 1985 dans une version en italien d'une durée de 116 minutes, souvent considérée comme son montage intégral. Il se place 11e du box-office Italie 1984-1985. Selon les données du Giornale dello Spettacolo qui compte les bénéfices non pas dans toute l'Italie mais dans seulement 12 principales villes, le film a engrangé 515 034 lires, un peu moins de la moitié du 1er film de l'année, Non ci resta che piangere de Roberto Benigni, ayant récolté 1 137 927 lires dans ces mêmes 12 villes. En France, Phenomena sort le 12 juin 1985 et enregistre 160 530 entrées.
Une version plus courte du film avec un mixage en anglais est réalisée pour la distribution internationale, d'une durée de 110 minutes, avec quelques coupes peu significatives, souvent quelques images à la fin ou au début d'un plan. Aux États-Unis, le film est acquis par le distributeur New Line Cinema, qui le sort en salle le 30 août 1985 sous le titre Creepers. Cette version est cette fois largement tronquée pour une durée de seulement 83 minutes, avec des scènes entièrement coupées et d'autres scènes réorganisées. On relève également des transitions musicales entre des scènes auparavant dépourvues de musique, et la suppression du titre Locomotive de Motörhead lors de la scène où le personnage de Patrick Bauchau visite l’asile psychiatrique. 

### Accueil critique
Si Argento le considère comme l'un de ses films préférés, Phenomena reçoit à sa sortie un accueil mitigé de la part de nombreux admirateurs du cinéaste et de plusieurs critiques,, et se trouve parfois considéré par certains comme le début d'un déclin artistique du cinéaste,.  
D'après le Lexikon des internationalen Films, il s'agit d'un « spectacle d'horreur longuet et à la mise en scène primitive, qui tente de créer du suspense à l'aide d'effets choc et sanglants et d'une musique heavy metal utilisée de manière insistante ». Norbert Faulhaber estime au contraire que « Dans Phenomena, Argento se présente comme un aficionado de heavy metal, combinant des riffs de guitare sombres (d'Iron Maiden) avec des séquences de synthétiseur douces comme des bonbons, typiques de Goblin - une combinaison tout à fait réussie qui ne fait que renforcer l'atmosphère bizarre de ce qui est peut-être le plus époustouflant des gialli d'Argento ». Sur DVDclassik, Jean Gavril Sluka déclare « Phenomena n'est pas tant un film-choc, comme peuvent l'être dans sa filmographie celui qui lui précède et lui succède, qu'un film de malaise, dont la force de dérangement ne lâche pas de sitôt au sortir de la projection. John Carpenter, en un compliment indirect, en parlait comme d'un des rares films qu'il ne montrerait jamais à son enfant. Récit d'initiation, à l'entame horrifique digne d'un conte, ou de Lewis Carroll (une jeune fille manque un bus et se perd dans les bois...), il traite de résidus maléfiques, inhumains, dont les adultes eux-mêmes ne sauront jamais trop que faire [...] A contrario de l'usage d'un bestiaire peu ou prou contemporain dans le genre horrifique qui met les victimes face aux bêtes (d'autres mouches dans Prince des ténèbres, un autre singe dans Incidents de parcours), Argento ne nous place pas contre mais du côté des bêtes, brisant dans un geste nietzschéen, et dont la validité est polémique, un vrai tabou. Le retournement des valeurs de Phenomena tient à faire d'une adolescente comme possédée la "gentille"... ».
Daria Nicolodi a désavoué le film, le qualifiant de « réactionnaire » en raison de sa représentation des personnes handicapées, et a déclaré lors d'une interview qu'elle ne travaillerait plus avec Argento, ce que les faits ont ensuite démenti puisqu'elle jouera dans Opéra deux ans plus tard. Argento situe d'ailleurs l’épilogue d'Opéra en Suisse dans des décors et une atmosphère rappelant son précédent opus.
L'univers du film a également inspiré le jeu vidéo Clock Tower réalisé par Hifumi Kono en 1995, avec notamment une héroïne se prénommant pareillement Jennifer, et à l'apparence quasi identique.